# Брвник (Шамац)
Брвник је насељено мјесто у општини Шамац, Република Српска, БиХ. Према попису становништва из 2013. у насељу је живјело 266 становника.

## Географија
Налази се на путу Обудовац-Шамац.

## Назив
Према народном предању, подручје насеља је у прошлости било плавно, тако да су га становници околних насеља Баткуше и Обудовца користили у љетно доба када би се вода повукла. Вода је у сушним периодима отицала каналом преко кога је постављено брвно за прелазак на другу страну, а за оне који су прелазили брвно, говорило се да се налазе „преко брвна“ или „преко брвника“, тако да се то задржало као назив.

## Култура
Храм Српске православне цркве је посвећен Светом Великомученику Пантелејмону. Становници су у прошлости користили цркву у Обудовцу, а почетком 20. вијека су одлучили да изграде храм у Брвнику. Изградња храма је започета у јесен 2002, а темеље је 9. августа 2003. освештао епископ зворничко-тузлански Василије Качавенда. У храму се служи од 2005, 2007. је потпуно завршена изградња, а 2008. црква је освештана.

## Споменик
Споменици се налазе испред зграде бившег задружног дома. На споменику „Палим борцима Војске Републике Српске“ налазе се 24 имена, 18 погинулих бораца и 6 погинулих цивила. Поред њега се налази биста Митра Трифуновића.

## Историја
Прве четири породице које су населиле ово насеље су Бумбуловићи, Ђурићи, Ђурђевићи и Ђукићи. Током Другог свјетског рата становници су се због притисака усташа из Домаљевца, Гребнице и Базика, иселили у Баткушу. Изградња зграде задружног дома је започета 1947, а завршена 1949. Зграда је касније претворена у омладински дом.

## Привреда
Становници се претежно баве прољопривредом. Насеље је познато по врбовом прућу, односно шибљу за прављење корпи. У прошлости се велики број становника бавио корпарским занатом, односно израдом корпи и других предмета од прућа. Читав процес израде се одвија у насељу, врбово шибље се сади, коси, класира, гули, припрема, кува и на крају плете.

## Становништво
Према подацима из 2012, у насељу живи око 80 домаћинстава.
| Демографија | Демографија | Демографија |
| Година      | Становника  | Становника  |
| ----------- | ----------- | ----------- |
| 1948.       | 608         |             |
| 1953.       | 630         |             |
| 1961.       | 681         |             |
| 1971.       | 687         |             |
| 1981.       | 628         |             |
| 1991.       | 609         |             |
| 2013.       | 266         |             |

### Презимена
- Митровић[2]
- Павловић[2]
- Бумбуловић[2]
- Ђуричковић[2]
- Челиковић[2]
- Нестеровић[2]

## Познате личности
- Митар Трифуновић Учо, народни херој Југославије[2]
- Ристо Јовичић